# Dallol, Etiopia
Dallol a fost o așezare în nordul Etiopiei.

## Geografia
Așezarea a fost situată în zona 2 administrativă din regiunea Afar în Depresiunea Afar la altitudinea de 50 metri. Agenția Centrală de Statistică  nu a publicat o estimare a populației din 2005 pentru această așezare, a fost descrisă ca un oraș fantomă.
Dallol deține în prezent recordul pentru temperatura medie la o așezare locuită de pe Pământ, deoarece o temperatură medie anuală de 34 °C a fost înregistrată între anii 1960 și 1966. Dallol este, de asemenea, unul din cele mai îndepărtate locuri de pe Pământ. Nu există drumuri, singurul serviciu de transport regulat este asigurat de caravanele cu cămile, care se deplasează în zonă pentru a colecta sare.
În apropiere este vulcanul Dallol, care a erupt ultima dată în 1926.

## Istoria
O cale ferată din portul Mersa Fatma în Eritreea la un punct situat la 28 km de Dallol a fost finalizată în aprilie 1918. Producția de potasă se spune că a ajuns la aproximativ 50.000 de tone după ce calea ferată a fost construită. Producția a fost oprită după Primul Război Mondial ca urmare a livrărilor pe scară largă din Germania, SUA și URSS. Încercări eșuate de a redeschide producția au fost realizate în perioada 1920-1941. Între anii 1925-1929 o companie italiană a exploatat 25.000 tone de silvină, cu o medie de 70% KCl, aceste minereuri au fost transportate pe calea ferată către Mersa Fatma. După al Doilea Război Mondial, administrația britanică a demontat calea ferată și a înlăturat toate urmele ei.
Dallol Co. din Asmara a vândut câteva tone de sare, de pe acest sit, Indiei în 1951-1953. În anii 1960, compania Parsons din SUA, o companie minieră, a efectuat o serie de studii geologice la Dallol. Prin 1965, aproximativ 10.000 de găuri au fost forate în 65 de locații.
Dallol a devenit mai cunoscut în Occident în 2004, când a fost prezentat în documentarul National Geographic :Going to Extremes (Mergând la extreme). Mai sunt clădiri în Dallol (toate realizate din blocuri de sare).